# Messerblock

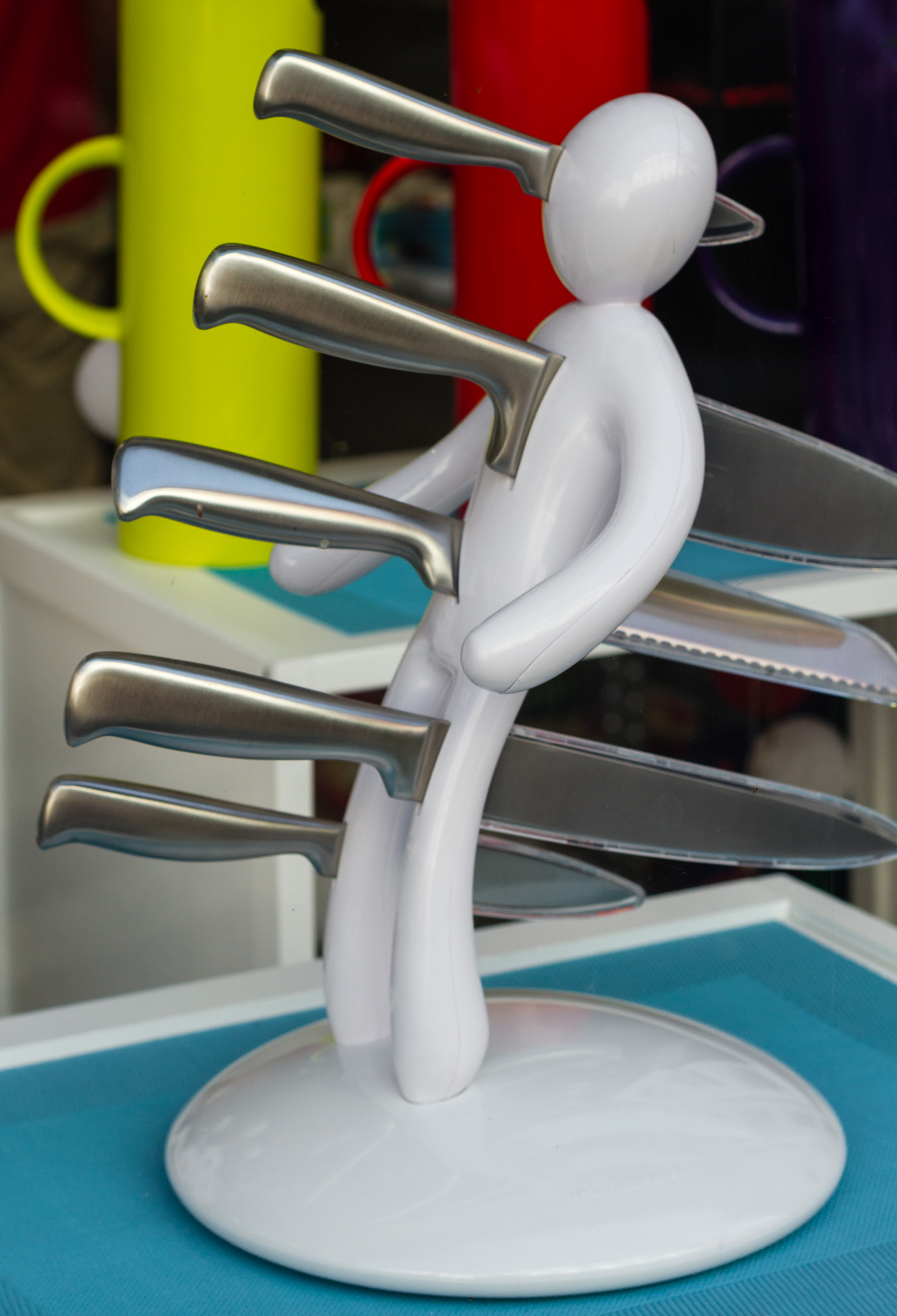
Dekorativer Messerblock im Stil einer Voodoo-Puppe

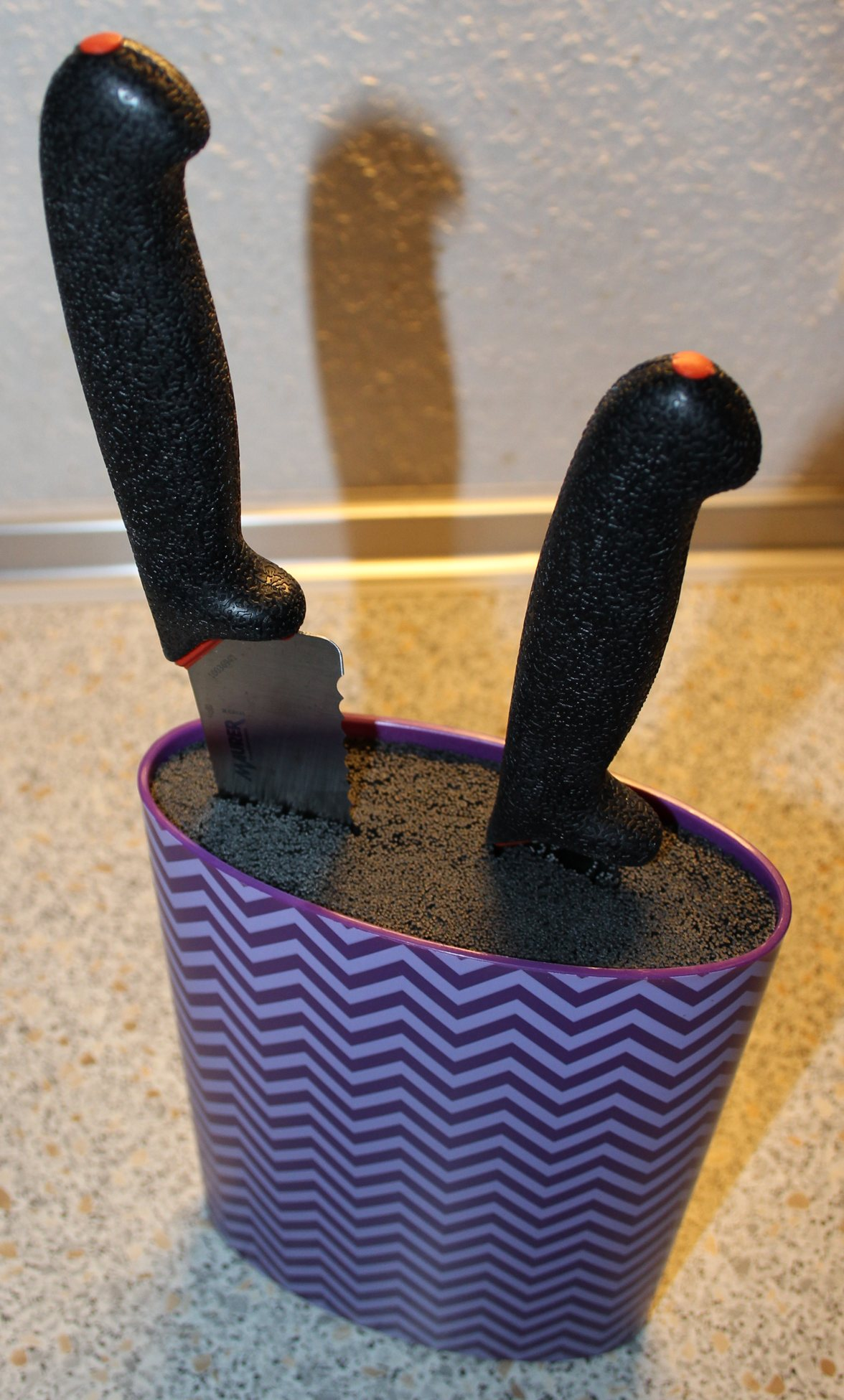
Messerblock mit Bürsteneinsatz

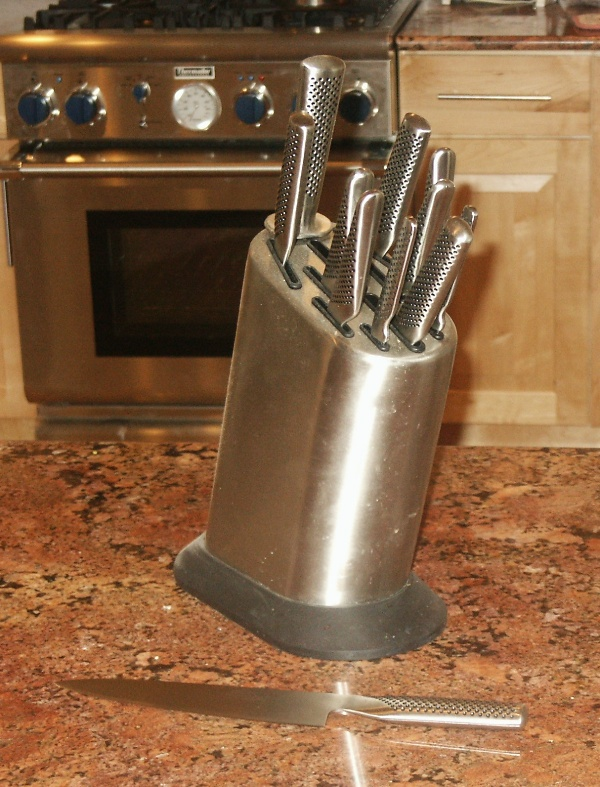
Messerblock aus Edelstahl

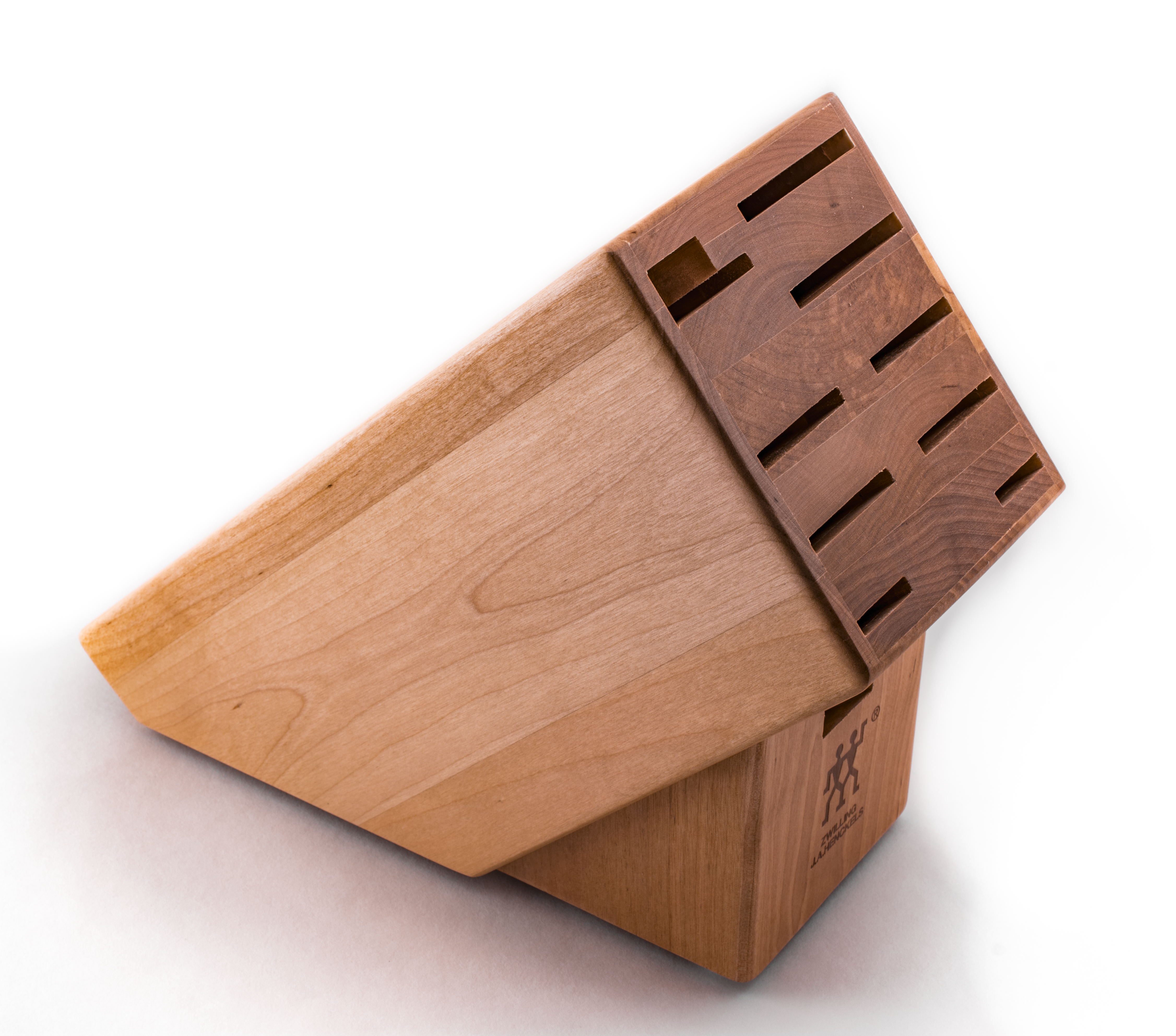
Messerblock aus Holz

Ein Messerblock ist ein Aufbewahrungsmittel für Küchenmesser nebst weiteren Küchenutensilien.

## Beschreibung
Werden Messer in einer Schublade aufbewahrt, stoßen die Klingen der Messer aneinander, was deren Klingen abstumpft oder die Messer beschädigt. In einem Messerblock hingegen berühren sich die Klingen nicht. Zudem sind Messer in einem Messerblock griffbereiter als in einer Schublade. Dabei kann der Messerblock flexibel an der geeigneten Stelle aufgestellt werden.
Grundsätzlich gibt es drei Typen von Messerblöcken:
- Der häufigste Messerblocktyp hat Schlitze in verschiedenen Größen, in die unterschiedliche Messer gesteckt werden. Bei manchen Modellen sind zudem Aufbewahrungsmöglichkeiten für Messerschärfer (Wetzstab) oder Scheren vorhanden. Meistens werden Messerblöcke mit Messern als Set angeboten, denn die Schlitze sind auf diese Messer abgestimmt.

- Messerblocktyp mit einem Bürsten- bzw. Borsteneinsatz statt einzelner Schlitze. Dieser Bürsteneinsatz ist in der Regel zwecks Reinigung herausnehmbar. Die weichen Bürsten sind besonders schonend zu den Messerklingen, dafür besteht aber das Risiko, dass sich die Klingen berühren. In diesem Messerblocktyp ist es möglich, beliebige Messer flexibel anzuordnen.

- Magnetmesserblock. Bei diesem Messerblock sind starke Magnete integriert. Dadurch kann man die Messer an den entsprechenden Flächen frei positionieren. Dabei sind die Klingen sichtbar, was die Wahl des richtigen Messers erleichtert. Jedoch können nur Messer bzw. sonstige Utensilien verwendet werden, die genügend magnetische Wirkung entfalten und dabei nicht zu schwer sind, ansonsten können diese leicht vom Block rutschen. Deshalb eignet sich dieser Messerblocktyp z. B. für Keramikmesser nicht.

Viele Messerblöcke bestehen aus Holz; die verwendeten Holzarten sind oft Eiche, Buche oder Bambus. Daneben gibt es Modelle aus Edelstahl, Kunststoff, Glas und Beton. Holz und Kunststoff haben eine weiche und klingenschonende Oberfläche. Messerblöcke aus Edelstahl und Kunststoff lassen sich hingegen leichter reinigen. Modelle aus schweren Materialien gewährleisten bessere Standfestigkeit. Neben dem reinen Gebrauchswert bieten Messerblöcke Gestaltungsmöglichkeiten für ein dekoratives Design.
Bei den Messerblöcken, bei denen die Klinge komplett in den Messerblock gesteckt wird, sind sie dort sicher verstaut, was aber hat den Nachteil, dass man nicht sieht was für ein Klingentyp zu dem Messergriff gehört. Manche Messerblöcke sind mit einer Kindersicherung ausgestattet; ist diese aktiviert, kann kein Messer aus dem Block gezogen werden. Um ein Wegrutschen des Messerblocks auf der Arbeitsfläche zu verhindern, sind viele Messerblöcke mit einem Anti-Rutsch-Beschichtung versehen.

## Hygienegefahr
Der Messerblock ist oft einer der schmutzigsten Gegenstände in der Küche. Auch wenn die Messer immer nur sauber und trocken in den Messerblock gesteckt werden, neigen diese mit der Zeit zur Verschmutzung, denn Krümel und Staub lassen sich in einer Küche nicht verhindern. In diesen engen und dunklen Räumen können sich deshalb Schimmelpilze bilden. Abhilfe schafft eine regelmäßige und gründliche Reinigung.